# Константинов славолук
Константинов славолук је славолук са троје врата изграђен за императора Константина  (312-315) недалеко од Колосеума у Риму. Највећи је и скулптурама најукрашенији славолук антике.
Славолук је подугнут након битке на Милвијском мосту и описује ту одлучну победу на једном маленом фризу свога рељефног украса. Остали украс је узет готово у потпуности са других, старијих споменика, и то делимично зато да се споменик брзо доврши, али и да наговести повратак добре владавине. Сви рељефи потичу од добрих „императора“: Трајана, Хадријана и Марка Аурелија.

## Рељефи
Рељефи који приказују борбе са Дачанима првобитно су били украс Трајановог форума довршеног 113. године где су чинили знатно дужи низ од оног који би се могао саставити из делова на Константиновом славолуку и из других сачуваних фрагмената. Ратни призори смењују се са сценама алегоријског карактера. Стил ових рељефа на којима су ликови тесно збијени један уз другог и на којима има више диференцијалних слојева надовезује се на флавијску уметност.
Осам округлих рељефа са Константиновог славолука првобитно је било смештено у паровима на тетрапилону, четворовратном споменику којим је Хадријан овековечио своје ловачке успехе. Сваком ловачком призору одговара и жртва, два рељефа описују полазак у лов и жртвовање при повратку.
Рељеф који је некад украшавао славолук Марка Аурелија представља „congiarium“, дељење новца римском народу у поводу победе над Маркоманима. У двема зонама што су једна над другом приказан је император са својим пратиоцима. Ступови иза њих вероватно представљају Фаустин храм.
Из доба самог Константина потичу импресивни „тонди“ на ужим странама који су приказивали Селену, богињу месеца како залази, и Сола, бога сунца које се рађа.
Хоризонтални рељефни фриз који се налази испод Хадријанових медаљона приказује Константинов говор на Форуму. Константин, данас без главе, стоји на „ростри“, јавној платформи, и држи говор. На оба краја платформе налазе се скулптуре Хадријана и Марка Аурелија, императора који су оживели грчки стил у римској уметности. Поређане у низу са обе стране платформе су фигуре иза којих су низови аркада и ступова. У поређењу са старијим рељефима, одмах се уочава мањак реализма на Константиновим: пропорције индивидуалних фигура су здепасте, њихове главе су увећане, њихове позе се понављају и клесане су много плиће, тј. равније.
Многи сматрају да је Константинов славолук дело декаденције, због оскудне изворности и самовољног удруживања вајарских рељефа из претходних раздобаља са избушеним и неразрађенима из IV века. Но, рељефи из два различита раздобаља јављају се на истом луку како би подсетили гледаоце на императорски ауторитет који се темељи на „доброј“ традицији.